# Cupha decernia
Cupha decernia är en fjärilsart som beskrevs av Hans Fruhstorfer 1912. Cupha decernia ingår i släktet Cupha och familjen praktfjärilar. Inga underarter finns listade i Catalogue of Life.